# 钝苞一枝黄花
钝苞一枝黄花（学名：Solidago pacifica）是菊科一枝黄花属的植物。分布在俄罗斯、日本以及中国大陆的吉林、黑龙江、河北、辽宁等地，生长于海拔500米至1,100米的地区，多生于山坡草地、林缘及林下，目前已由人工引种栽培。

## 异名
- Solidago virgaurea L. var. coreana Nakai